# Virgen de la Piedad (Villademor de la Vega)
La Virgen de la Piedad es una advocación mariana cuya imagen se encuentra en la villa de Villademor de la Vega, situada originalmente en una ermita dedicada a la misma a las afueras, aunque en la actualidad pasa la mayor parte del tiempo en la iglesia parroquial de la villa por razones de seguridad, siendo trasladada a la ermita en los días de celebración.
Es una talla de madera policromada de estilo gótico flamenco, de autor desconocido y se considera que fue realizada hacia el siglo xv-xvi. Muestra, como en otras representaciones de la Piedad, a María con Jesús ya difunto, en su regazo. El rostro de María corresponde al de una mujer madura y bella que mira con tristeza a su hijo, que tiene la cabeza caída hacia atrás. La cubre un manto policromado y en su cabeza figura una corona.
Es una advocación enormemente venerada en la villa, de la cual es su patrona, a la que se le atribuyen poderes milagrosos y taumatúrgicos desde muy antiguo y a la que se rogaba en época de sequía, plagas y otras calamidades, existiendo variada documentación al respecto. También durante muchos años se colocaron exvotos en las paredes del interior de su ermita como agradecimiento por la sanación de personas.

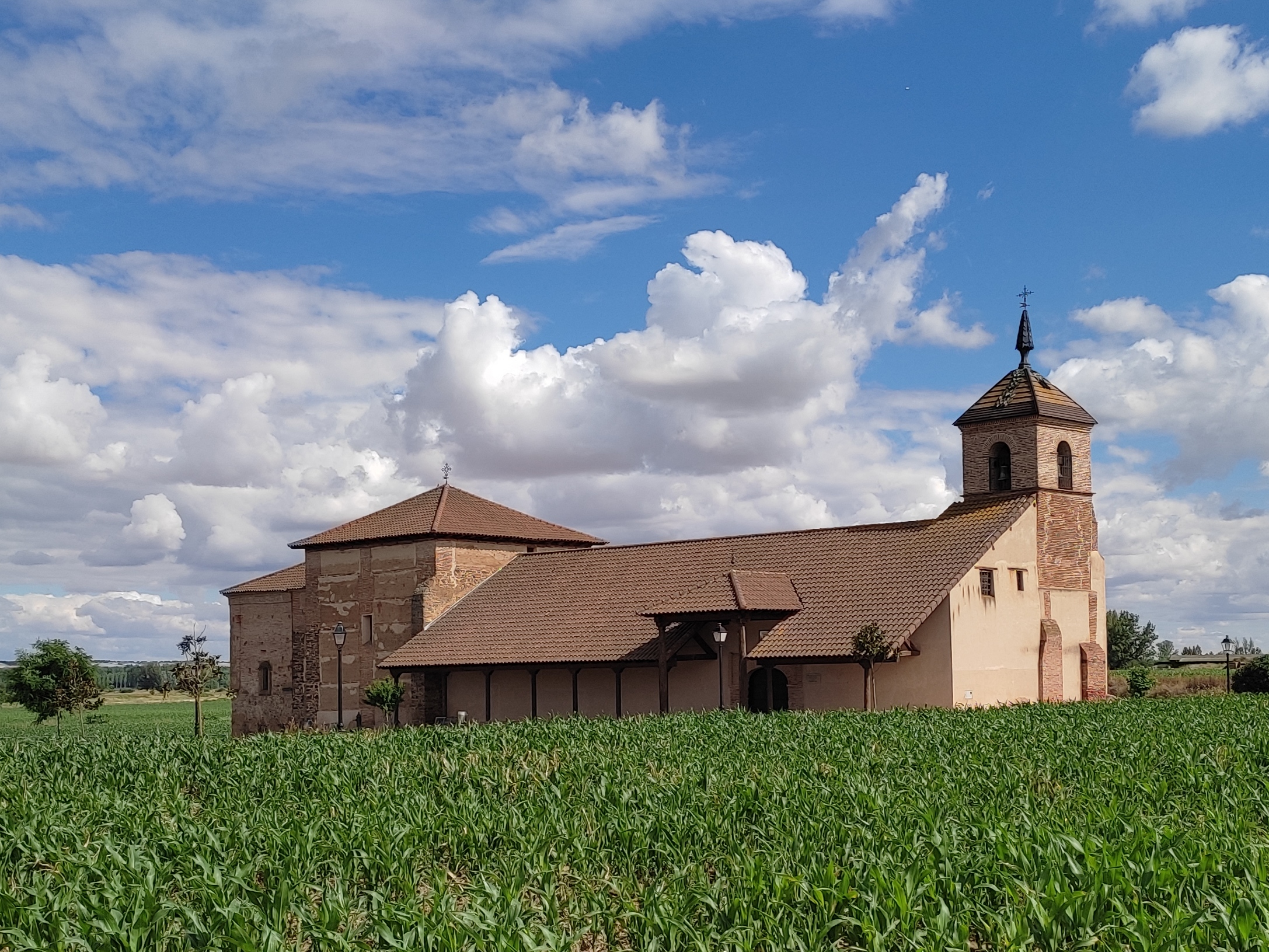
Ermita de la Piedad, templo original de la Virgen de la Piedad.

Su ermita se encuentra a las afueras de la villa. Fue construida entre 1690 y 1700 y tiene posteriores adiciones y restauraciones, la última de 2010. La talla se lleva allí para las novenas que se le dedican entre el 31 de agosto y el 8 de septiembre (Natividad de María). Además se celebra una fiesta en su honor el segundo fin de semana de enero.